# Новенькая (Астраханская область)
Новенькая, также известна как Зимовка Новенькая, посёлок Зимовье Новенький — опустевшая зимовка (объект административно-территориального деления) в Ахтубинском районе Астраханской области, находится на островке в дельте реки Волги. Входит в состав муниципального образования «Город Ахтубинск».

## География
Остров от Большой Земли отделяют вотодотоки: ерик Бешеный, рукав Волги Кадышев, Старая Воложка. Абсолютная высота -13 метров ниже уровня моря.
Уличная и дорожная сети отсутствуют.
Географическое положение
В радиусе 5 километров географические объекты:
- Остров Петриков 3.8 км
- Остров Владимировский 4.5 км
- Остров Верхний Воловий 4.8 км
- Дачный массив «Собачьи бугры» 5 км

## Население
| 2002 | 2010 |
| ---- | ---- |
| 6    | ↘0   |

Национальный состав
По данным Всероссийской переписи населения 2010 года постоянного населения не было. Согласно результатам переписи 2002 года, в национальной структуре населения русские составляли 100 % от общей численности в 8 человек.

## Инфраструктура
нет данных.

## Транспорт
Водный транспорт.